# اصل دلیل کافی
اصل دلیل کافی اینگونه بیان می‌کند که: «هیچ گزاره‌ای درست نیست مگر برای درستی‌اش دلیل کافی وجود داشته باشد». اصل جهت کافی بیانگر این است که هر چیزی دلیلی دارد. عام‌ترین بیان این اصل را ولف بیان کرده و گفته‌است اصل دلیل کافی می‌گوید: «هیچ چیز نیست که زمینه یا دلیلی برای این که چرا به جای این که نباشد هست، نداشته باشد.» در مفهوم قابل فهم‌تر باید گفت هیچ چیز بدون زمینه یا دلیلی برای بودنش نیست.
ریشه این اصل در نظریهٔ یگانه گرایی پارمنیدس بنیان‌گذار مکتب الئایی است.
او ضد برهانی بر ایدهٔ هراکلیتوس که می‌گفت همه چیز در جریان است مطرح کرد و گفت شما نمی‌توانید از نیستی ای سخن بگویید که هست، و بنابر این نیستی هرگز نمی‌توانسته وجود داشته باشد.
نمی‌تواند حقیقت داشته باشد که هستی از نیستی برخاسته، بنابراین باید همیشه وجود می‌داشته و همیشه هم وجود خواهد داشت چون نمی‌تواند بار دیگر نیست بشود؛ لذا جهان کاملاً پر از چیزی است که به قول او یک ذات یگانه است، همه یکی است.
یک پارچه، دگرگون نا پذیر و لایزال.
افلاطون دربارهٔ این اصل به گونه‌ای صحبت می‌کند که گویی این اصل، اصلی بدیهی، قطعی و مطلق است. وی می‌گوید: «لازم است هر چیزی که رخ می‌دهد به واسطه علتی رخ دهد، زیرا چگونه می‌تواند بدون آن رخ بدهد؟» یا مثلاً ارسطو دربارهٔ این اصل می‌نویسد: «ما فکر می‌کنیم هر چیزی را زمانی به‌طور کامل می‌فهمیم که علتی را که آن چیز به موجب‌اش وجود دارد بشناسیم؛ یعنی بدانیم که این علت آن چیز است و هرگز هم نمی‌توانسته طور دیگری باشد.»
شوپنهاور عقیده دارد ارسطو در نظریاتش نشان داده‌است که دانستن و اثبات این که چیزی وجود دارد، خیلی با دانستن و اثبات اینکه چرا وجود دارد فرق می‌کند. دومی شناخت علت است در حالی که اولی زمینه یا دلیل شناخت. شوپنهاور ادامه می‌دهد که ارسطو با این حال نتوانسته‌است به وضوح این تفاوت را درک کند و در ادامه آثارش بازتاب دهد.
این اصل معمولاً به گوتفرید لایبنیتز نسبت داده می‌شود؛
هرچند اولین کسی‌که آن را به‌کار برد آناکسیماندر بود.